# La invención de la crónica
La invención de la crónica es un ensayo de la escritora venezolana Susana Rotker publicado en la colección Manuales de la FNPI y el FCE. Se ha convertido en una obra paradigmática para el estudio de la crónica latinoamericana debido al análisis que realiza sobre el papel del modernismo literario en la conformación de este género. El libro se enfoca principalmente en las crónicas que José Martí escribió como corresponsal en Nueva York, su estilo, su contexto y su impacto.
El libro está basado en el curso de crónica que Susana Rotker y Tomás Eloy Martínez impartían para la FNPI. Sin embargo, la autora falleció en un accidente automovilístico antes de terminar la obra. Es por ello que Tomás Eloy Martínez tuvo que encargarse de terminarlo y redactar la introducción.

## Estructura del libro
- Capítulo 1: La crónica modernista y la crítica literaria
- Capítulo 2: El trasfondo de la representación
- Capítulo 3: Los escritores
- Capítulo 4: El lugar de la crónica
- Capítulo 5: La modernidad como sistema de representación
- Capítulo 6: La creación de otro espacio de escritura
- Capítulo 7: Conclusiones: Aventura y transgresión de una escritura y de una lectura

## Ideas principales

### La crónica modernista en su contexto
Se analiza el modernismo literario latinoamericano como una reacción estética a la modernidad del siglo XIX. La tesis central del libro es que las contradicciones del proceso de modernización en América Latina, crearon un entorno propicio para la invención de un género híbrido, contradictorio, con pretensiones de síntesis.

### El papel de José Martí
Los trabajos de Martí como corresponsal en los Estados Unidos son analizados como un eje central de la obra. Para Susana Rotker, las crónicas de Martí son uno de los corpus más importantes dentro de su obra, tanto como sus poemas o sus ensayos.

## Influencia del libro

### El boom de la crónica latinoamericana
En 2012, aparecieron dos antologías sobre crónicas latinoamericanas: Mejor que ficción (Jorge Carrión, Anagrama, 2012) y Antología de crónica latinoamericana actual (Darío Jaramillo Agudelo, Alfaguara, 2012). Estas selecciones, aunadas a la proliferación de medios que publican crónica, encuentros sobre el género y cronistas; generaron lo que algunos han llamado el “boom de la crónica latinoamericana”.

La obra de Susana Rotker se ha considerado como una referencia teórica fundamental para la comprensión del género en América Latina. Así aparece referida en el prólogo de Mejor que ficción de Jorge Carrión:
“Escribir sobre la crónica, insistir sobre la crónica... ¿Después de Darío y Morris? ¿Después de José Martí, Victor Segalen, Joseph Roth, José Gutiérrez Solana, Josep Pla, Rodolfo Walsh, George Weller, Truman Capote, Gabriel García Márquez, Hunter S. Thompson, Nicolas Bouvier, Elena Poniatowska, Carlos Monsiváis, Ryszard Kapuściński, Juan Goytisolo, Oriana Fallaci o Gay Talese? ¿Después de casi cien años de premios Pulitzer? ¿De revistas como The New Yorker que publican reportajes de investigación y ensayos literarios desde 1925? ¿De libros teóricos como La invención de la crónica, de Susana Rotker, o Literatura y periodismo, de Albert Chillón? ¿Después de los grandes fotoperiodistas y documentalistas cinematográficos y televisivos? ¿Todavía?”

## Sobre la escritura del libro

### Antecedentes del libro
La tesis doctoral de Susana Rotker fue titulada Fundación de una escritura y ganó el premio de Ensayo de Casa de las Américas en 1991. Trataba fundamentalmente de las crónicas de José Martí como elementos fundacionales del género en América Latina.
Posteriormente dicha tesis doctoral fue adaptada a un libro titulado La invención de la crónica en Buenos Aires, sin que la obra tuviera gran repercusión.

En mayo de 1996, Rotker y su esposo Tomás Eloy Martínez impartieron uno de los primeros talleres de la Fundación Nuevo Periodismo Iberoamericano, creada por Gabriel García Márquez. Tal curso fue fundamental para la conformación del libro. Así lo explica Tomás Eloy Martínez en el prólogo:
“El eje de su análisis pasaba, sin embargo, más que por un inventario de autores y lenguajes, por la revelación de que la crónica estaba ya en los orígenes de la gran tradición literaria latinoamericana, al establecerse durante el modernismo como un género en sí mismo, hermano de sangre de la poesía y de la ficción, a través de algunos grandes nombres fundadores: José Martí, Manuel Gutiérrez Nájera, Rubén Darío”.

### Muerte de la autora
Susana Rotker falleció en un accidente automovilístico el 27 de noviembre de 2000, dejando inconcluso el manuscrito de La invención de la crónica. Tras su muerte, su esposo Tomás Eloy Martínez finalizó el libro basándose en sus anotaciones, las obras previas y las notas del curso que ambos impartieron para la FNPI.